# Panas Myrnyj

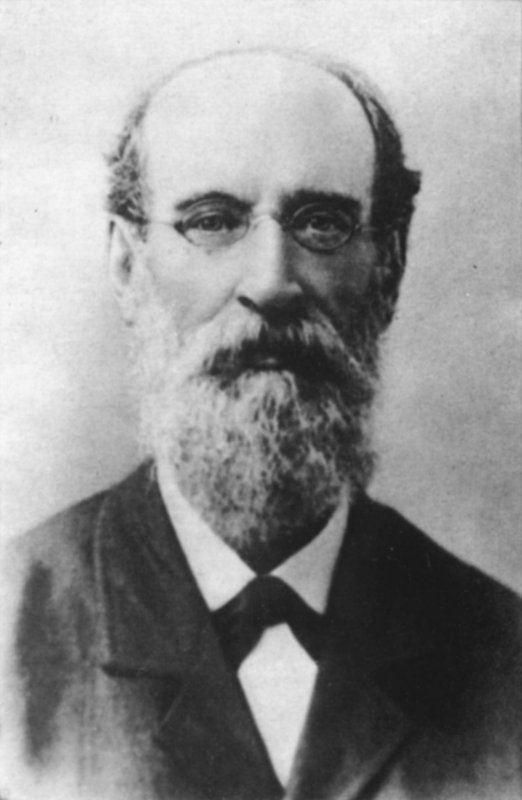
Panas Myrnyj

Panas Myrnyj (ukrainisch Панас Мирний, Pseudonym von Panas Jakowytsch Rudtschenko, ukrainisch Панас Якович Рудченко; * 1. Maijul. / 13. Mai 1849greg. in Myrhorod, Gouvernement Poltawa, Russisches Kaiserreich; † 15. Januarjul. / 28. Januar 1920greg. in Poltawa, Russisches Kaiserreich) war ein ukrainischer Schriftsteller und Dramaturg.

## Jugend
Panas Rudtschenko wurde am 13. Mai 1849 in der Familie eines Buchhalters in Myrhorod geboren. Nach einigen Jahren Unterricht in der Myrhoroder Pfarrei und anschließend in der Kantonsschule Gadyachskij ging der 14-jährige Junge arbeiten. 1863 begann Rudtschenko seinen Beamtendienst im Amtsgericht der Stadt Hadjatsch. Im folgenden Jahr wechselte er zum Schatzamt, um als Buchhalterassistent zu arbeiten, und später, nach einem kurzen Aufenthalt in Pryluky, nahm er die gleiche Position im Myrhoroder Schatzamt an. In den ersten acht Jahren seines Beamtentums entstanden die ersten literarischen Versuche sowie eine Sammlung folkloristischer Materialien. Einen Teil des gesammelten Materials publizierte später sein Bruder in den Sammlungen Narodnyje juschnorusskie skaski (Народные южнорусские сказки) Südrussische Volksmärchen (1869, 1870) und Tschumazkie narodnye pesni (Чумацкие народные песни). Seit 1871 lebte Panas Myrnyj in Poltawa und arbeitete in der örtlichen Schatzkammer.

## Beginn der literarischen Tätigkeit
Vor allem in dieser Zeit unternahm Myrnyj seine ersten Versuche in der Literatur, wobei ihm sein älterer Bruder Ivan als Beispiel diente, der zu der Zeit schon seine Märchensammlungen und Lieder sowie Turgenjews Erzählungen ins Ukrainische übersetzte und publizierte.
Die ersten Arbeiten, wie das Gedicht „Ukrajini“ und die Geschichte Lychyj poputaw (Лихий попутав), mit dem Pseudonym Panas Myrnyj unterzeichnet, wurden im Ausland in der Lemberger „Prawda“ im Jahre 1872 veröffentlicht.

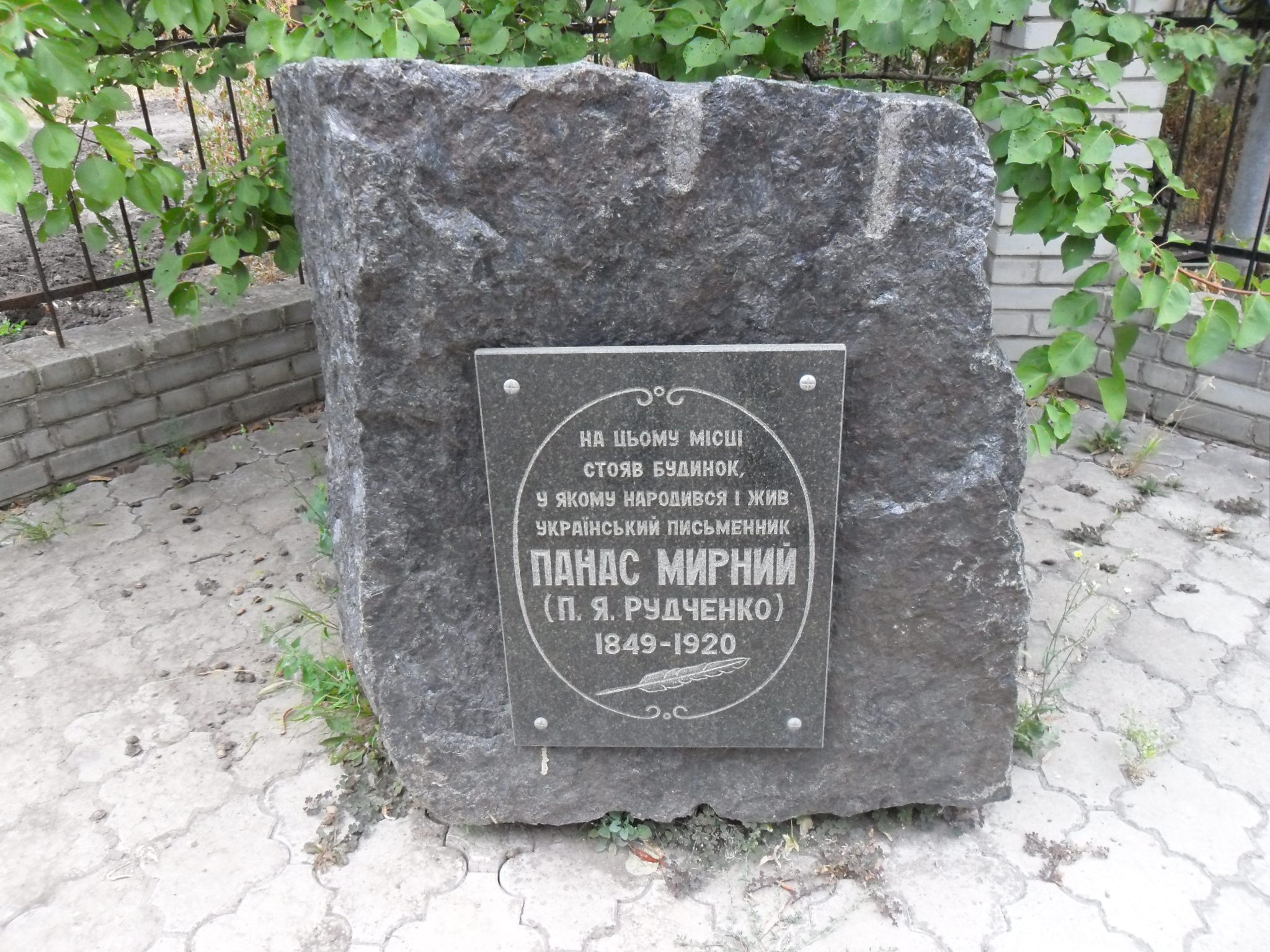
Denkmal für Panas Myrnyj

Obwohl der Schriftsteller in den Jahren 1870 bis 1880 viel schrieb, blieben seine Werke für das breite Publikum in der Ukraine wegen der Zensur der ukrainischsprachigen Literatur weitgehend unbekannt. Fast alle seine Werke waren im Ausland erschienen, wie zum Beispiel das 1874 in der Zeitschrift „Prawda“ erschienene Essay Podorischja od Poltawy do Gadjatschogo (Подоріжжя од Полтави до Гадячого) sowie die Geschichte Pjanyza (П'яниця) und der im Jahre 1877 in Genf veröffentlichte Roman Lychi ljudy (Лихі люди). Schon der im Jahre 1875 in Zusammenarbeit mit seinem Bruder Ivan Bilyk beendete Roman Chiba rewut woly, jak jasla powni? (Хіба ревуть воли, як ясла повні?), wurde zensiert und im Zusammenhang mit dem sogenannten Emser Erlass von 1876 nicht in Russland veröffentlicht. Dies passierte erst 1880 in Genf.
Erst Mitte der 1880er Jahre begann man Myrnyjs Werke in der Ukraine zu veröffentlichen, es erschienen die ersten beiden Teile des Romans Powija (Повія) und zwei Geschichten aus dem Zyklus Jak wedetsja, tak i schywetsja (Як ведеться, так і живеться). 1886 erschienen in Kiew eine Sammlung der Werke Zbyranyzja z ridnogo polja (Збираниця з рідного поля) sowie die Komödie Peremudryw (Перемудрив). Gleichzeitig publizierte Panas Myrnyy weiterhin seine Werke in galizischen Sammlungen und Zeitschriften.

## Öffentliches Engagement
Durch sein Pseudonym geschützt, nahm Myrnyj aktiv an öffentlichen Tätigkeiten teil. In seiner Jugend war er im revolutionären Kreis „Unija“ in Poltawa tätig und während einer Hausdurchsuchung fand man bei ihm verbotene Publikationen, dies hatte aber keine Folgen für Myrnyj.
Panas Myrnyj unterhielt enge Beziehungen mit vielen berühmten Persönlichkeiten der ukrainischen Kultur wie Lessja Ukrajinka.
Nach Veröffentlichung des Zarenmanifests 1905 unterstützte Myrnyj Publikationen, in denen für die Gleichberechtigung der Frauen plädiert wurde. In einigen seiner Werke kommentierte er die revolutionären Ereignisse.
Als es im Jahre 1914 verboten war, den 100. Jahrestag Schewtschenkos zu feiern, schrieb Myrnyj bezüglich dieses Themas einen Artikel, in dem er seine tiefe Empörung und seinen Protest gegen die Handlungen der königlichen Macht äußerte. Schon 1915 begann die Polizei Panas Myrnyj als eine „politisch verdächtige Person“ zu suchen. Panas Myrnyj hatte nie sein Pseudonym aufgedeckt, denn er wollte nicht, dass seine literarische Tätigkeit seiner Karriere schadete.
Nach der Revolution von 1917 unterstützte er die Zentralna Rada. Deren Erwähnung wurde im Jahr 1930 im Literatur Lexikon veröffentlicht, aber später porträtierte die sowjetische Regierung Myrnyj als deren Unterstützer.
Er starb in Poltawa und wurde auch dort begraben.

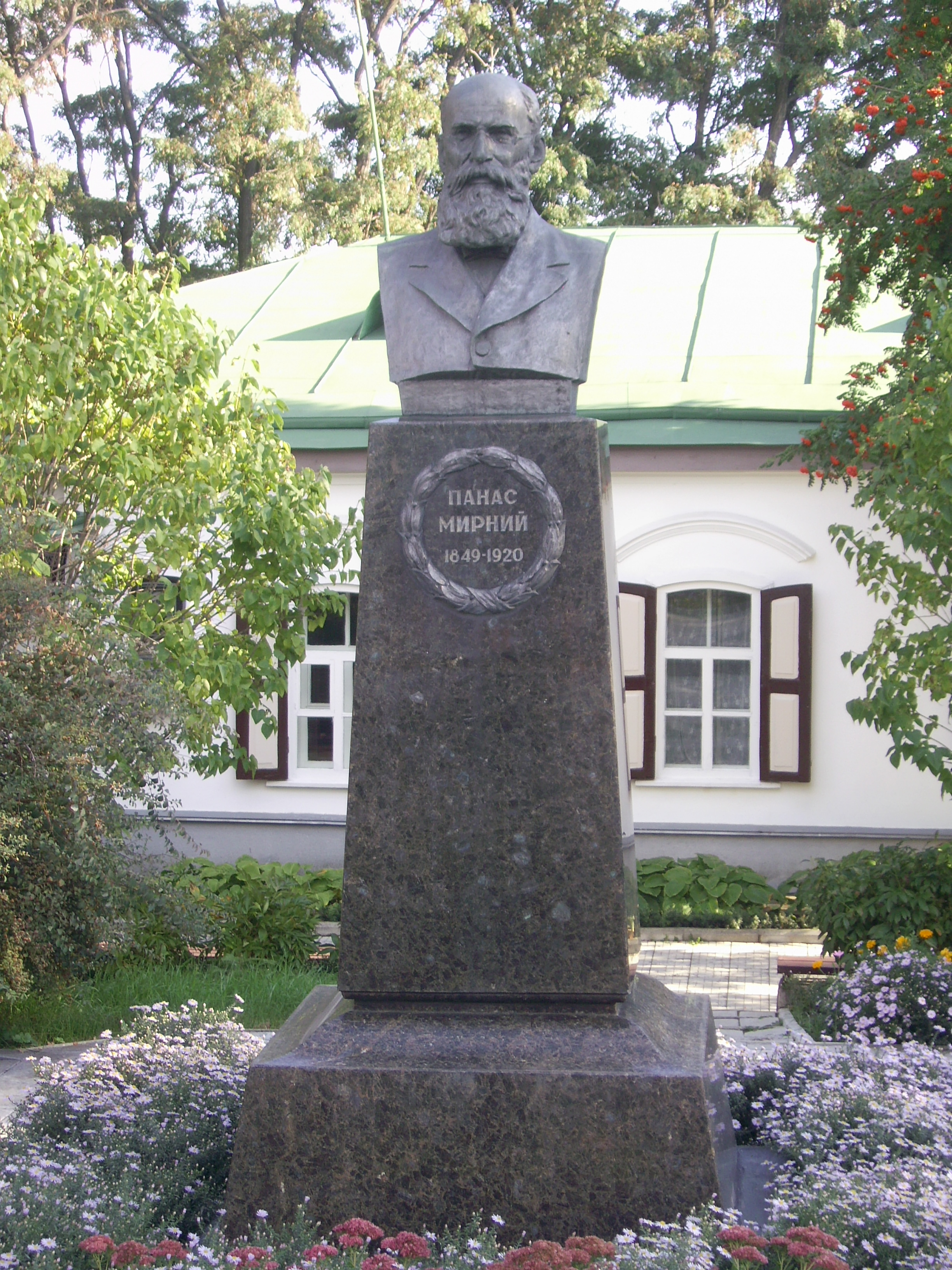
Büste von Panas Myrnyj

## Werke
Erzählungen
- Lychyj poputav
- Jak Vedet’sja, tak i žyvet‘sja
- Pasičnyk
- Jakiv Borodaj
- Zamčyšče
- Vyzvol
- Morozenko
- Pjanycja

Novelle
- Lovy

Romane
- Chiba revut’ voly, jak jasla povni?
- Povija (Verfilmung: Film „Guljaščaja“ 1961)

Theaterstück
- Lymerivna